# Альциона (звезда)
Альцио́на (Э́та Тельца, 25 Тельца, η Tau) — звезда в созвездии Тельца, ярчайшая в рассеянном скоплении Плеяды.

## Физические характеристики
Альциона является кратной звездой. Ярчайший компонент Альциона A — бело-голубой гигант спектрального класса B7IIIe с видимой звёздной величиной (блеском) +2,87m. Компоненты звёздной системы B и C, 6-й и 8-й звёздной величины соответственно, принадлежат к звёздам главной последовательности спектрального класса A0. Альциона C является переменной звездой типа δ Щита, её видимый блеск меняется от +8,25m до +8,30m с периодом 1,13 часа. Альциона D — бело-жёлтый карлик класса F2 с видимой звёздной величиной +8,7m. Все четыре компонента системы прекрасно видны даже в небольшой телескоп.
Альциона А принадлежит к классу Be-звёзд. Она быстро вращается вокруг своей оси (с линейной экваториальной скоростью 215 км/с, в 100 раз быстрее скорости вращения Солнца), что вызывает истечение вещества с экватора с образованием околозвёздного диска. В спектре звезды присутствуют эмиссионные линии излучения газового диска.

## Происхождение названия
Название звезды происходит от имени одной из мифологических Плеяд — Алкионы, возлюбленной Посейдона, дочери Атланта и Плейоны.